# Campeonato Mundial de Atletismo Júnior de 2014 - 1500 m feminino
A prova dos 1500 metros rasos 	feminino do Campeonato Mundial de Atletismo Júnior de 2014 ocorreu entre os dias 25 e 27 de julho em Eugene, nos Estados Unidos. 

## Recordes
Antes desta competição, os recordes mundiais e do campeonato nesta prova eram os seguintes:
|     | Nome           | Nacionalidade | Tempo   | Local     | Data                  |
| --- | -------------- | ------------- | ------- | --------- | --------------------- |
| WJR | Lang Yinglai   | China         | 3:51.34 | Xangai    | 18 de outubro de 1997 |
| CR  | Faith Kipyegon | Quênia        | 4:04.96 | Barcelona | 15 de julho de 2012   |

## Medalhistas
| Ouro               | Prata              | Bronze                         |
| Dawit Seyaum (ETH) | Gudaf Tsegay (ETH) | Sheila Chepngetich Keter (KEN) |

## Cronograma
Todos os horários são locais (UTC-7).
| Data        | Hora  | Evento        |
| ----------- | ----- | ------------- |
| 25 de julho | 12:15 | Eliminatórias |
| 27 de julho | 15:55 | Final         |

## Resultados

### Eliminatórias
Qualificação: Os 4 primeiros de cada bateria (Q) e os 4 tempos mais rápidos (q). 
Bateria 1
| Posição | Atleta                        | Nacionalidade  | Tempo   | Notas           |
| ------- | ----------------------------- | -------------- | ------- | --------------- |
| 1       | Gudaf Tsegay                  | Etiópia        | 4:15.62 | Q               |
| 2       | Sheila Chepngetich Keter      | Quênia         | 4:16.13 | Q               |
| 3       | Bobby Clay                    | Reino Unido    | 4:16.56 | Q,              |
| 4       | Alexa Efraimson               | Estados Unidos | 4:16.87 | Q               |
| 5       | Ekaterina Sokolova            | Rússia         | 4:19.88 |                 |
| 6       | Anastasía-Panayióta Marinákou | Grécia         | 4:20.50 |                 |
| 7       | Maria Larsen                  | Dinamarca      | 4:21.68 |                 |
| 8       | Sara Souhi                    | Marrocos       | 4:23.17 | Recorde pessoal |
| 9       | Rima Chenah                   | Argélia        | 4:25.97 | Recorde pessoal |
| 10      | Emine Hatun Tuna              | Turquia        | 4:26.28 |                 |
| 11      | Arantza Hernández             | México         | 4:29.06 |                 |
| 12      | Giulia Aprile                 | Itália         | 4:29.43 |                 |
| 13      | Johanna Geyer Carles          | França         | 4:33.84 |                 |
| 14      | Alexandra Lucki               | Canadá         | 4:36.90 |                 |

Bateria 2
| Posição | Atleta                  | Nacionalidade  | Tempo   | Notas           |
| ------- | ----------------------- | -------------- | ------- | --------------- |
| 1       | Dawit Seyaum            | Etiópia        | 4:14.72 | Q               |
| 2       | Sofia Ennaoui           | Polónia        | 4:15.07 | Q               |
| 3       | Winfred Mbithe          | Quênia         | 4:15.12 | Q,              |
| 4       | Elise Cranny            | Estados Unidos | 4:15.21 | Q               |
| 5       | Amy Griffiths           | Reino Unido    | 4:16.22 | q               |
| 6       | Cassandre Beaugrand     | França         | 4:18.56 | q               |
| 7       | Katelyn Ayers           | Canadá         | 4:18.87 | q,              |
| 8       | Anna Laman              | Austrália      | 4:18.89 | q               |
| 9       | Marege Hayelom          | Azerbaijão     | 4:20.58 |                 |
| 10      | Josephine Thestrup      | Dinamarca      | 4:23.60 |                 |
| 11      | Maria Claudia Florea    | Roménia        | 4:25.12 | Recorde pessoal |
| 12      | Elisabeth Angell Bergh  | Noruega        | 4:26.14 |                 |
| 13      | Mokulube Makatisi       | Lesoto         | 4:32.43 |                 |
| 14      | Siofra Cléirigh Buttner | Irlanda        | 4:33.49 |                 |
| 15      | Enlitha Ncube           | Zimbabwe       | 4:40.06 | Recorde pessoal |

### Final
A prova final foi realizada no dia 27 de julho às 15:55. 
| Posição           | Atleta                   | Nacionalidade  | Tempo   | Notas                |
| ----------------- | ------------------------ | -------------- | ------- | -------------------- |
| Medalha de ouro   | Dawit Seyaum             | Etiópia        | 4:09.86 |                      |
| Medalha de prata  | Gudaf Tsegay             | Etiópia        | 4:10.83 |                      |
| Medalha de bronze | Sheila Chepngetich Keter | Quênia         | 4:11.21 | Recorde pessoal      |
| 4                 | Elise Cranny             | Estados Unidos | 4:12.82 |                      |
| 5                 | Sofia Ennaoui            | Polónia        | 4:13.06 |                      |
| 6                 | Alexa Efraimson          | Estados Unidos | 4:13.31 |                      |
| 7                 | Winfred Mbithe           | Quênia         | 4:13.80 | Recorde pessoal      |
| 8                 | Bobby Clay               | Reino Unido    | 4:16.47 | Recorde da temporada |
| 9                 | Katelyn Ayers            | Canadá         | 4:17.01 | Recorde pessoal      |
| 10                | Cassandre Beaugrand      | França         | 4:17.04 | Recorde pessoal      |
| 11                | Amy Griffiths            | Reino Unido    | 4:17.54 |                      |
| 12                | Anna Laman               | Austrália      | 4:18.70 |                      |

Legenda
| Recorde mundial       | Recorde mundial (World record)               |                       | Recorde africano                      | Recorde africano (African) |                                           | Q | Classificado por posição (Qualified) |
| Recorde do campeonato | Recorde do campeonato (Championship record)  | Recorde da América    | Recorde da América (Americas)         | q                          | Classificado por melhor tempo (Qualified) |   |                                      |
| Melhor marca do ano   | Melhor marca do ano (World leading)          | Recorde asiático      | Recorde asiático (Asian)              | DNS                        | Não largou (Did not start)                |   |                                      |
| Recorde nacional      | Recorde nacional (National record)           | Recorde europeu       | Recorde europeu (European)            | DNF                        | Não terminou (Did not finish)             |   |                                      |
| Recorde pessoal       | Recorde pessoal do atleta (Personal best)    | Recorde da Oceania    | Recorde da Oceania (Oceania)          | DSQ / DQ                   | Desclassificado (Disqualified)            |   |                                      |
| Recorde da temporada  | Recorde da temporada do atleta (Season best) | Recorde sul-americano | Recorde sul-americano (South America) | NM                         | Sem marca (No mark)                       |   |                                      |